# مثبطات بي إي تي
مثبطات بي إي تي هي فئة من الأدوية التي تربط بشكل عكوس برومودومينات البرومودومين وبروتينات العناصر الطرفية الإضافية (بي إي تي): بي آر دي 2، وَبي آر دي 3، وَبي آر دي 4، وَبي آر دي تي، وتمنع تآثرات البروتين-بروتين الذي يحدث بين بروتينات بي إي تي والهستونات المؤستلة وعوامل النسخ.

## الاكتشاف والتطوير
اكتُشفت مثبطات بي إي تي ثينوديازبين على يد العلماء في شركة يوشيتومي للصناعات الدوائية (ميتسوبيشي تانابي فارما) في أوائل تسعينيات القرن العشرين، ولاحظوا قدرتها المضادة للالتهاب والمضادة للسرطان. ومع ذلك، بقيت هذه الجزيئات غير معروفة إلى حد كبير حتى عام 2010 عندما نُشر استخدام جاي كيو 1 (JQ1) في علاج سرطانة الخط المتوسط إن يو تي، واستخدام آي- بي إي تي 762 في علاج إنتان الدم (تعفن الدم). منذ هذا الوقت، وُصفت العديد من الجزيئات القادرة على استهداف برومودومينات بي إي تي.
وُصفت مثبطات بي إي تي القادرة على التمييز بين البرومودومين الأول والبرومودومين الثاني لبروتينات بي إي تي (بي إي تي 1 وَبي إي تي 2). ومع ذلك، لم يُوصف أي مثبط لبي إي تي بإمكانه التمييز بشكل موثوق بين أفراد عائلة بي إي تي (بي آر دي 2، وَبي آر دي 3، وَبي آر دي 4، وَبي آر دي تي). فقط في سياق البحث، تحقق استهداف أفراد بروتينات بي إي تي عن طريق تحويرها لتكون أكثر حساسية لمشتقٍّ من جاي كيو 1 / آي-بي إي تي 762.

## آلية العمل
بدأ الاهتمام باستخدام مثبطات بي إي تي في علاج السرطان عندما لُوحظ أن الانتقالات الكروموسومية (الإزفاءات الصبغية) التي تتضمن مورّثتَي بي تي إي «بي آر دي 3» وَ«بي آر دي 4» أدت إلى الإصابة بسرطانة الخط المتوسط إن يو تي النادرة. كشفت الأبحاث اللاحقة عن اعتماد بعض أشكال اللوكيميا النخاعية الحادة والورم النخاعي المتعدد ولوكيميا الأرومة اللمفاوية الحادة على بروتين بي إي تي «بي آر دي 4»، وحساسية هذه السرطانات لمثبطات بي إي تي. في كثير من الحالات، تحجب مثبطات بي إي تي التعبير عن عامل النسخ المعزز للنمو مايك (Myc). إن بي آر دي 2 وبي آر دي 3 زائدان من الناحية الوظيفية وقد يكونان أكثر أهمية كهدفين علاجيين مما هو مقدر في الدراسات التي تستنفذ كل بروتين بي إي تي على حدة. أظهرت الدراسات الحديثة أيضًا أن مثبطات بي إي تي قد تكون مفيدة في التغلب على مقاومة العلاجات الأخرى المستهدفة عند استخدامها في علاجات مركبة. تشمل الأمثلة استخدام مثبطات بي إي تي مع مثبطات غاما سيكريتاز في لوكيميا الأرومة اللمفاوية الحادة للخلايا التائية واستخدام مثبط راف (RAF) (فيمورافينيب) للأورام الميلانينية المقاومة لمثبطات راف التي تحمل طفرة BRAFV600E.